# Цицинов, Юрий Александрович
Юрий Александрович Цицинов (24 августа 1937, Москва — 18 августа 1994, там же) — советский хоккеист, нападающий, защитник. Мастер спорта СССР (1957). Заслуженный мастер спорта СССР (1991).
Резкий, быстрый форвард, хорошо игравший в пас. Был отлично сыгран с Евгением Грошевым.

## Достижения
- Третий призёр ЗОИ 1960. На ЗОИ — 7 матчей, 5 шайб.
- Чемпион СССР 1957. Второй призёр чемпионата СССР 1958. Третий призёр 1959 и 1960. В чемпионатах СССР — провел около 370 матчей, забросил 120 шайб.